# Papyrus judiciaire de Turin

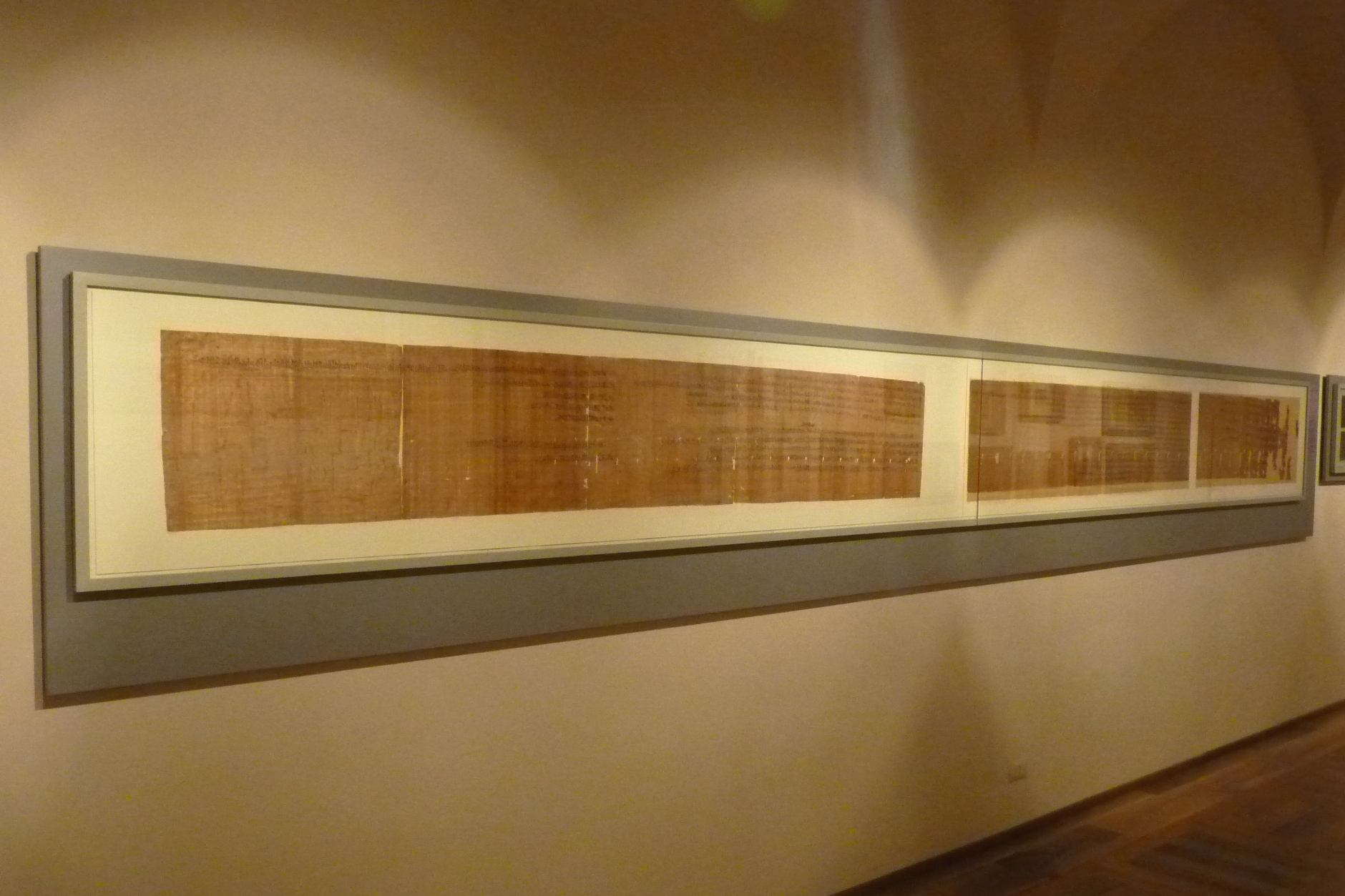
Le papyrus judiciaire,
exposé au musée égyptologique de Turin.

Le papyrus judiciaire de Turin est un enregistrement du procès tenu contre les conspirateurs du complot visant à prendre le pouvoir à la mort de Ramsès III — survenue en 1153 avant l'ère commune — dans ce qui est dénommé la conspiration du harem. Le papyrus contient principalement des résumés des accusations, les condamnations et les peines prononcées. Deux autres papyrus portent sur les aspects magiques de cette affaire : les papyrus Lee et Rollin décrivent la magie utilisée et les peines infligées, qui dans tous les cas étaient une condamnation à mort.

## Historique
La fin du règne de Ramsès III a été caractérisée par des conflits et un déclin intérieur. La position du pharaon semble affaiblie du fait de ses serviteurs et de ses fonctionnaires. Ainsi le Papyrus de la Grève relate-t-il le premier conflit ouvrier connu de l'Histoire, au cours de la 29e année de son règne. La cause en serait l'incapacité d'une bureaucratie corrompue à fournir leur nourriture aux travailleurs de la vallée des Rois.
Ramsès III, lors de la grande fête anniversaire de son avènement, montre tous les signes d'un décès imminent au point qu'il juge inutile de revenir à sa résidence du delta.
Cette circonstance fait naître dans l'esprit de la reine Tiyi l’idée de remplacer par son fils Pentaour, l'un des demi-frères de l'héritier légitime du trône, le prince Ramsès, fils de la principale grande épouse royale, Isis. Elle organise alors une conspiration où les conjurés devaient se tenir prêts à prendre le pouvoir au moment de la mort du roi.

### La conspiration
Tiyi sollicite l'aide de (Pa)-Bakenimen et d'un certain nombre de fonctionnaires importants  au service du roi. Ils obtiennent des figurines magiques en cire avec lesquelles ils espéraient rendre impuissants les gardes royaux. L'attaque principale devait venir de l'intérieur du harem, soutenue par une révolte à l'extérieur. Le complot est découvert avant qu'il ne puisse être exécuté. Les conspirateurs sont arrêtés et traduits en justice.

## Le procès

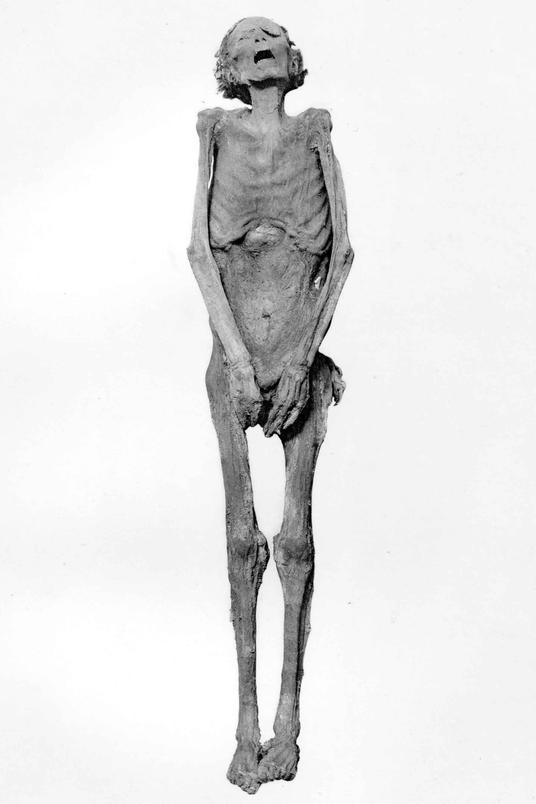
Momie probable du prince Pentaour, accusé au procès et condamné au suicide par empoisonnement.

Le tribunal est composé de douze juges, deux chefs du trésor, Montouemtaouy et Payefraouy, d'un haut courtisan, le porteur de flabellum Kar, de cinq échansons, Paybaset, Qédenden, Baâlmaher, Pairousounou et Djéhoutyrekhnéfer, du héraut royal Penrennout, de deux scribes du bureau des dépêches, Mây et Parâemheb, et du porte-étendard de l'armée, Hori.
Dans ses directives, le roi leur ordonne de rendre la justice sans se référer à lui.
Un incident se produit pendant le procès, lorsque cinq de ses juges rejoignent six des femmes accusées dans une orgie organisée par un autre accusé, le général Payis. Ces juges se laissent corrompre et sont à leur tour l'objet de poursuites. Ils subissent des mutilations, oreilles et nez. L'un d'eux, Paybaset, se suicide à la suite de cette peine infamante.
Le papyrus n'est pas un compte rendu détaillé de la procédure judiciaire, mais plutôt une liste des accusés – leurs noms étant remplacés par des pseudonymes infamants, comme Mésedsourê, ce qui signifie Rê le hait, –, les crimes dont ils étaient accusés et les peines infligées.
Les juges dressent plusieurs listes d'accusés. Ceux de la première voient leurs noms transformés pour les vouer à la déchéance éternelle et ils seront exécutés, sans que l'on sache précisément comment, le texte se contentant d'utiliser la formule « leur peine est venue vers eux » :
« Ils ont été placés devant la noblesse de la cour de l'examen ; ils les ont trouvés coupables, leur peine est venue vers eux. »
Ceux de la seconde, du fait de leur proximité avec la fonction royale, et compte tenu de la gravité de leurs crimes, il est généralement admis qu'ils sont condamnés à la peine de mort,. Le mode d'exécution n'est pas mentionné. Certains des accusés, parmi lesquels le prince Pentaour, ont été autorisés (ou forcés) de prendre leur propre vie (suicide par empoisonnement). Le texte s'y réfère laconiquement :
« Ils [les juges] l'ont laissé, il a pris sa propre vie. »
— J.H. Breasted